# 黄錦豪
黄 錦豪（ファン・ジンハオ、繁体字：黃 錦豪、ウェード式：Huang Chin-Hao、2005年12月4日 - ）は、台湾出身のプロ野球選手（投手・育成選手）。左投左打。読売ジャイアンツ所属。

## 経歴

### 日本球界入り前
2024年6月に、平鎮高を卒業。同年7月1日に、読売ジャイアンツと育成選手契約を結んだことが発表された。背番号は041。巨人入りを決断した理由について、「一番自分が成長できる場所がジャイアンツ。日本の選手は能力が高い。そういう印象を持っています」とした。

### 巨人時代
2024年は体力づくりに励み、実戦登板はなかった。
2025年の春季キャンプ内で実施された紅白戦で実戦初登板。フリアン・ティマと浦田俊輔から空振り三振を奪ったものの、1回2安打2失点という結果であった。4月8日、左肘関節鏡視下骨棘切除術を受けたことが発表された。

## 選手としての特徴
最速146km/hの直球、スライダー、カーブを操る左投手。

## 人物
目標とする選手は戸郷翔征。

## 詳細情報

### 背番号
- 041（2024年7月1日[2] - ）